# Catapion

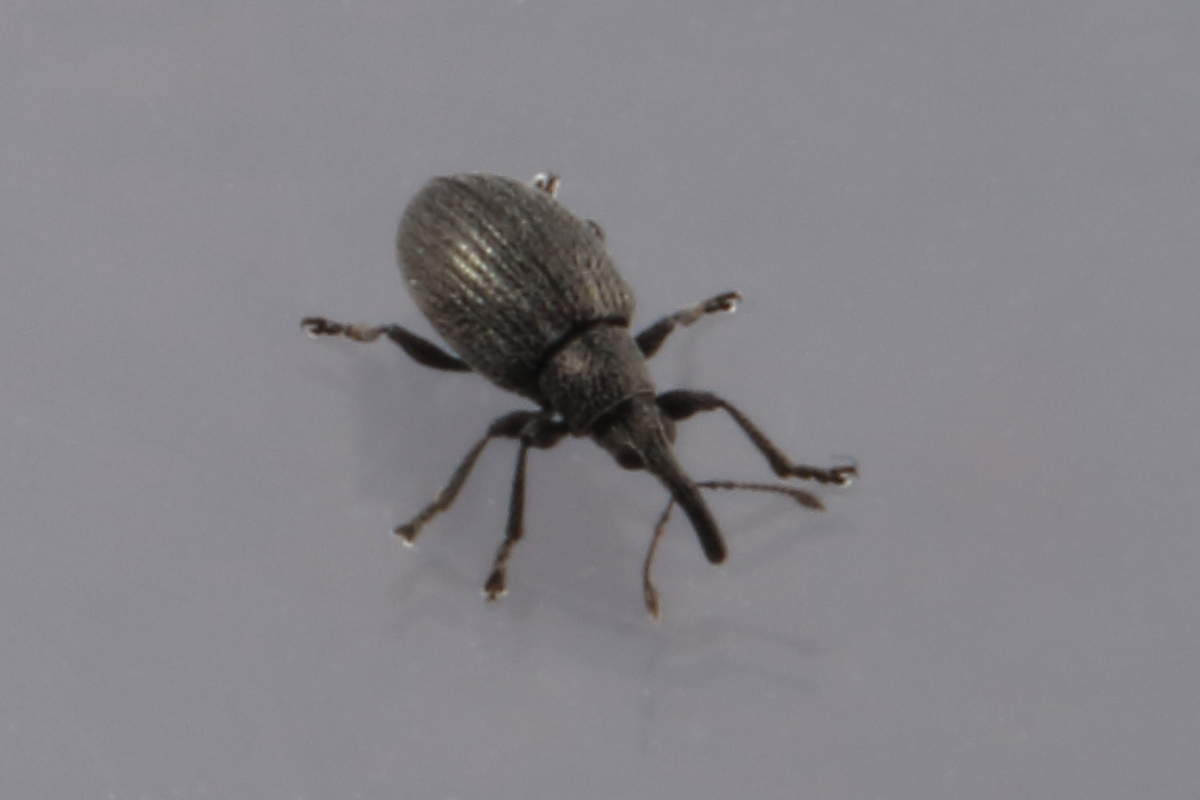
Catapion pubescens

Catapion – rodzaj chrząszczy z rodziny pędrusiowatych i podrodziny Apioninae. Obejmuje 26 opisanych gatunków. Zamieszkują Palearktykę. Żerują na bobowatych.

## Morfologia
Chrząszcze o ciele długości od 1,5 do 2,5 mm. Ubarwienie mają czarne, czasem z czerwonawymi lub metalicznymi pokrywami. Oskórek porastają nigdzie niezagęszczone włoski (włosowate łuski), na międzyrzędach pokryw formujące po jednym lub dwóch szeregach.
Głowę cechują: lekko na przedzie wklęsłe do całkiem wypukłego czoło z punktowaniem i co najmniej ośmioma rowkami, okrągłe i wypukłe oczy, niskie i sięgające do połowy ich długości kile podoczne oraz środek ciemienia kontynuujący rzeźbę czoła aż poza wysokość środka oczu. Czułki zwieńczone są podługowato-owalnymi, dwukrotnie dłuższymi niż szerszymi buławkami. Zakrzywiony ryjek ma na spodzie zanikające ku tyłowi rowki. U samca osiąga od 0,9 do 1,23 długości przedplecza i po szczyt jest punktowany i owłosiony, a u samicy osiąga od 1 do 1,74 długości przedplecza oraz jest cieńszy i bardziej lśniący niż u płci przeciwnej.
Przedplecze bywa stożkowate, dzwonkowate lub prawie kwadratowe, o bokach w przedniej połowie ku przodowi lekko zbieżnych, a w tylnej równoległych do lekko zwężonych. Tylna jego krawędź wystaje w kierunku tarczki, a dołek przedtarczkowy ma bruzdkowatą formę. Naga tarczka miewa kształt od trójkątnego do prawie kwadratowego. Eliptyczne, najszersze pośrodku lub tuż przed nim pokrywy mają dobrze rozwinięte barki i dwukrotnie szersze od rzędów, mikrosiateczkowane międzyrzędy. Rząd pierwszy i szósty są na przedzie skrócone. Szczecinki wyspecjalizowane są na każdej pokrywie jedna lub dwie – jedna w tylnej ⅓ międzyrzędu siódmego, a opcjonalna druga na końcu międzyrzędu dziewiątego. Między biodrami środkowej pary występuje wąski odstęp. Odnóża mają pazurki z niewielkim ząbkiem nasadowym. U samca golenie są nieuzbrojone.
Odwłok ma pierwszy z widocznych sternitów około 1,4 raza dłuższy niż drugi; oba są przeciętnie wypukłe, a szew między nimi zatarty. Piąty widoczny sternit jest na tylnej krawędzi zaokrąglony u samicy i ścięty u samca. Wierzchołkowa listewka samczego pygidium jest równomiernie zakrzywiona. Genitalia samca mają tegmen o co najwyżej do połowy długości rozdzielonych wcięciem płatach parameroidalnych z wąskimi częściami błoniastymi u szczytu. Mocno zaokrąglone i silnie wystające prostegium przyrośnięte jest do wolnego pierścienia. Walcowaty, wydłużony, zakrzywiony płat środkowy edeagusa (prącie) ma szczyt w widoku bocznym krótko zagięty, temony bardzo krótkie, a endofallus pozbawiony sklerytów.

## Ekologia i występowanie
Owady te są fitofagami żerującymi na bobowatych. Podawane są z koniczyn, lucern, przelotów, traganków i wilżyn. Larwy są endofagiczne i odżywiają się drążąc korytarze w szyjach korzeniowych, łodygach, ogonkach liściowych lub nerwach liści, w części przypadków powodując formowanie się galasów.
Rodzaj palearktyczny. Do fauny europejskiej należy 10 gatunków, z których pięć wykazano z Polski (zobacz: pędrusiowate Polski).

## Taksonomia
Takson ten wprowadzony został w 1906 roku przez Friedricha Juliusa Schilsky'ego jako podrodzaj w obrębie rodzaju Apion. Gatunkiem typowym autor ów wyznaczył Apion seniculus. W 1930 roku podrodzaj Apion (Pseudocatapion) wprowadzony został przez Hansa Wagnera. Podrodzaj ten klasyfikowano potem także w rodzaju Malvapion. W 1990 roku Miguel A. Alonso-Zarazaga wyznaczył Apion burdigalense gatunkiem typowym dla Pseudocatapion i zsynonimizował ów takson z Catapion, wyniesionym w tej samej publikacji do rangi osobnego rodzaju.
Do rodzaju zalicza się 26 opisanych gatunków:

- Catapion acanthyllidis (Normand, 1921)
- Catapion amudariense (Bajtenov, 1981)
- Catapion austrinum (Wollaston, 1864)
- Catapion austroturcum (Bajtenov et Lodos, 1977)
- Catapion burdigalense (Wencker, 1859)
- Catapion calabricum (A. Solari et F. Solari, 1922)
- Catapion caucasicum (Hochhuth, 1847)
- Catapion corsicum (Desbrochers des Loges, 1888)
- Catapion curtisii (Stephens, 1831)
- Catapion cyanellum (Desbrochers des Loges, 1896)
- Catapion gemulum (Faust, 1885)
- Catapion halperini Friedman et Freidberg, 2007
- Catapion jaffense (Desbrochers des Loges, 1896)
- Catapion koestlini (Dieckmann, 1989)
- Catapion lodosi (A. Hoffmann, 1954)
- Catapion meieri (Desbrochers des Loges, 1901)
- Catapion natricis (Planet, 1918)
- Catapion pubescens (W. Kirby, 1811)
- Catapion schneideri (Tournier, 1878)
- Catapion semicyanescens (Desbrochers des Loges, 1904)
- Catapion seniculus (W. Kirby, 1808)
- Catapion seriatosetosulum (Wencker, 1864)
- Catapion setosum (Wencker, 1864)
- Catapion subpubescens (Wencker, 1864)
- Catapion turkestanicum (Desbrochers des Loges, 1892)
- Catapion vulnerariae (Dieckmann et Wanat, 1991)